# Morlaca, Cluj
Morlaca (în maghiară Marotlaka sau Marothlaka) este un sat în comuna Poieni din județul Cluj, Transilvania, România.

## Nume
În primele documente, localitatea Morlaca este amintită ca Marothlak – 1493, Possesiones Marothonlak – 1519, Marothlaka – 1666 sau Marothacz – 1762.
În privința numelui localității, există mai multe opinii.
1. Conform uneia dintre ele, toponimul Morlaca (Marothlaka) ar aminti de Menumorut/Menumorout și de strămoșul sau Moruth, Maroth sau Morut.[2]Astfel, denumirea localității ar proveni din alipirea cuvintelor "Maroth" (Maroth) și "Lak" ("casa" in limba maghiara), care s-ar traduce drept "locuința lui Memmorat", de unde și toponimul de Marothlak, iar mai apoi Marothlaka. [3]De menționat faptul că localitatea Morlaca aparținea ducatului lui Menumorut.
2. Conform alteia, numele "Morlaca" ar putea fi identificabil cu denumirea generică acordată unei populații de aromâni din Alpii Dinarici: "morlacii". Termenul "morlaci" sau "caravlahi" (https://ro.wikipedia.org/wiki/Caravlahi) este o contracție de la denumirile din Evul Mediu de "mauro-vlahi" sau "vlahii negri", adjectivul negru neavând nicio semnificație etnică, ci doar una de codificare geografică turcă medievală, unde "negru" semnifica nordul. Contextele istorice  au generat de multe ori migrații ale unor vlahi din zona illirică, astfel pe teritoriul Transilvaniei au apărut așezări și cartiere cu populații de religie ortodoxă, cu denumiri neuzuale ("bulgari"-pentru că așa îi denumeau sașii, "schei" din Brașov și Cergău de la Schiavonia, etc.) De menționat este și faptul că în trecut s-au produs deplasări semantice ale unor cuvinte. Astfel, se menționează faptul că fiind cărăușia una dintre ocupațiile predilecte ale vlahilor "călători", în secolul al XVI-lea înțelesul denumirii de "morlac" era echivalat cu cel de "cărăuș".[4]

## Date geografice
Localitatea este situată la poalele Muntelui Vlădeasa, în zona de contact dintre Depresiunea Huedin și Munții Apuseni, respectiv masivul Vlădeasa. 
„Hotarul Morlăcii se-ntinde pe văi când mai înguste, când mai largi (Valea Popii, Valea mare, Răuroasa și cea mai întinsă – Valea Călății), întrerupte de prelungirile dealurilor (Măgura, Ciplei, Polița, Usoiu, Arsuri).”  Cele mai înalte puncte de relief din zonă sunt: Dealul lui Dragu (891 m), Dealul Runcu (887 m) și Măgura Morlăcii (751,6 m).
Legătura cu exteriorul este asigurată prin drumul european E60 și calea ferată, cea mai apropiată gară CFR fiind Brăișoru. 

## Istorie
Împrejurimile localității Morlaca au fost locuite încă din cele mai vechi timpuri. Drept mărturie, la marginea satului, în locul numit "Drumul găunos" (spre Bologa), s-au descoperit topoare de piatră din perioada neolitică, de peste 4000 de ani vechime. De asemenea, pe teritoriul fostului cătun Remetea s-a descoperit și un fier de plug din perioada dacică. Din perioada stăpânirii romane a locului, se mai păstrează fundația castrului roman de la Grădiște. De o însemnătate aparte este și faptul că drumul roman trecea peste teritoriul morlăcan.
Localitatea a fost menționată documentar pentru prima oară în anul 1399, atunci când Regele Sigismund de Luxemburg a donat veniturile cetății Bologa - împreună cu cele din satele înconjurătoare - lui Mircea cel Bătrân, devenit vasal al suveranului Ungariei. Un veac mai târziu, în anul 1493, pe teritoriu localității este amintit nobilul Nicolae Vaida de Morlaca. În jurul anului 1600, aici este menționată o mănăstire, iar în anul 1666 documentele istorice amintesc despre voievodul Pui Petru de la Morlaca.

## Biserica din Morlaca
În secolele XV-XVII, izvoarele narative relatează despre existența a trei biserici arondate satului: la Muncei, la Josani și la Văleni.

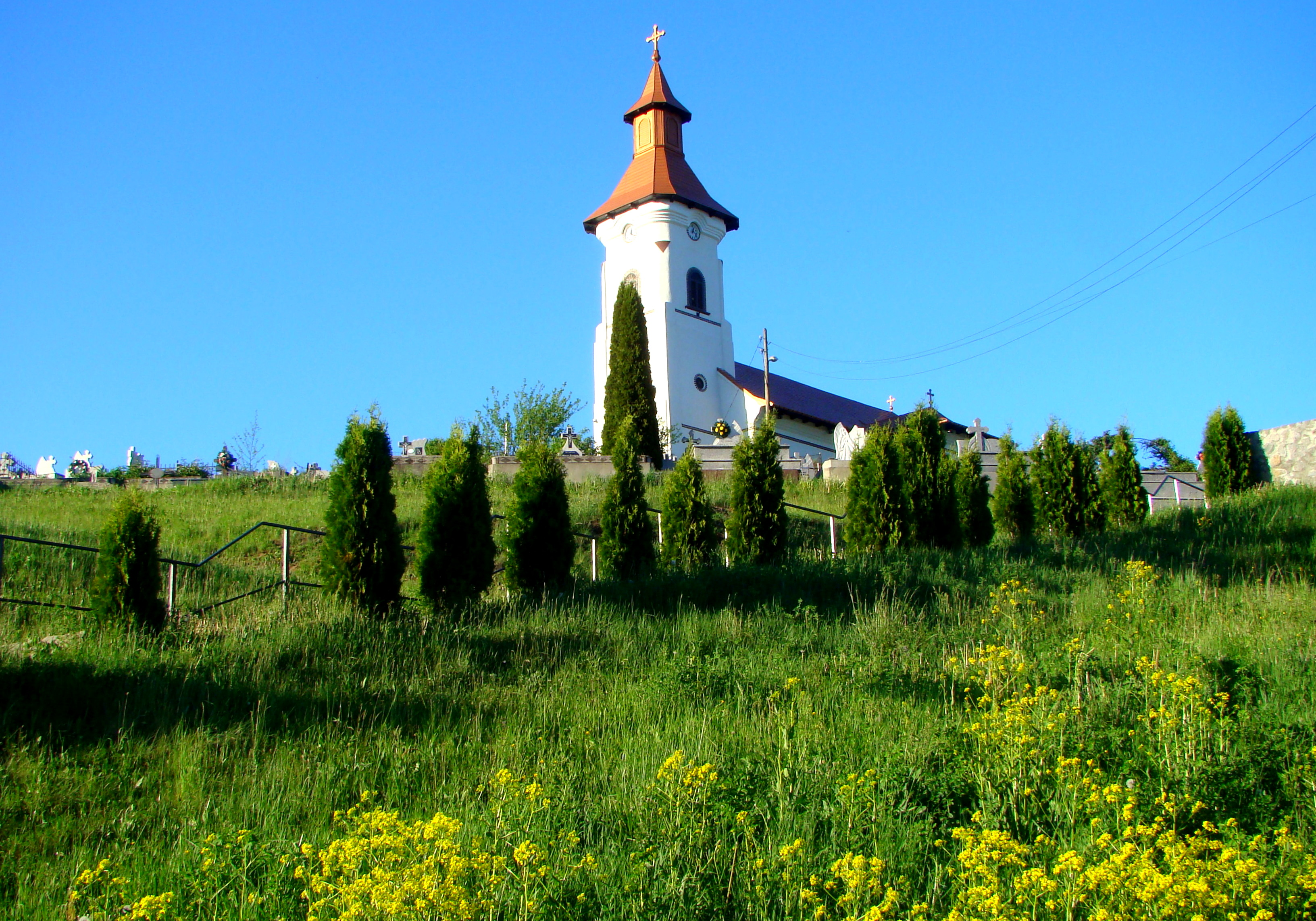
Biserica Sfânta Treime din Morlaca (1837-1838)

Referitor la datarea construcției bisericii din Morlaca, șeimatismele bisericești greco-catolice menționează două perioade distincte : 1724-1735 și 1837-1838. Câtiva ani mai târziu (1733), apar și primele date referitoare la preoții slujitori ai parohiei Morlaca, atunci când sunt amintiți preoții slujitori Vasile și Vasile (probabil tată și fiu). 
«În anul 1842 la parohia (greco-catolică n.n.) din Morlaca este menționat viceprotopopul Georgiu Pop,care a funcționat aici până la anul 1857. Din anul 1857, (când Morlaca devine protopopiat greco-catolic, n.n.), până la anul 1892 este menționat protopopul Ananie Pop. Din anul 1892 până la anul 1924 este menționat, protopopul Ioan Pop. Din anul 1924 este menționat ca protopop Virgil Pop, acesta fiind și fiul lui Ioan Pop. Preotul Virgil Pop moare la vârsta de 36 de ani, iar în funcția de paroh la Morlaca este numit verișorul acestuia,Victor Pop, care va sluji până în anul 1965. Din anul 1948,(când Biserica greco-catolică a fost interzisă de autoritățile comuniste), preotul Victor Pop, împreună cu credincioșii din parohie au fost trecuți la religia ortodoxă. În acestă perioadă preotul Victor Pop a prezentat o serie de date concrete, care se află în arhiva parohiei, referitoare la bunurile mobile și imobile ale vechii parohii greco-catolice, bunuri care au rămas în continuare in biserica din Morlaca. Acestea sunt următoarele: lăcașul bisericii cu toate odoarele ei, cele două cimitire, casa parohială cu toate anexele gospodărești. Din anul 1966 în Parohia Ortodoxă Morlaca a fost numit ca preot Ioan Pop, care a slujit aici până în anul 1973. În acestă perioadă a fost descoperit tot naosul bisericii fiind schimbată toată partea lemnoasă, cât și tabla de pe acoperișul bisericii. În anul 1973 cu data de 1 octombrie, în Parohia Ortodoxă Morlaca a fost numit preotul Ioan Călătan.” 
Parohia numără în prezent 260 de familii.

## Vechea mănăstire
Pe teritoriul localității Morlaca este amintită și o mănăstire, greco-catolică care, în anul 1731, avea în fruntea ei pe egumenul Victor. Tot atunci primește de la mai mulți boieri un Triod tipărit la 1725. În anul 1774, în mânăstire nu mai viețuia niciun călugăr. Într-un protocol de inspecție canonică a episcopului unit de la Blaj, Grigore Maior, se afirmă că o parte din pometul mănăstirii a fost ocupat de doi iobagi ai contelui Gheorghe Banfi.

## Bibliografie

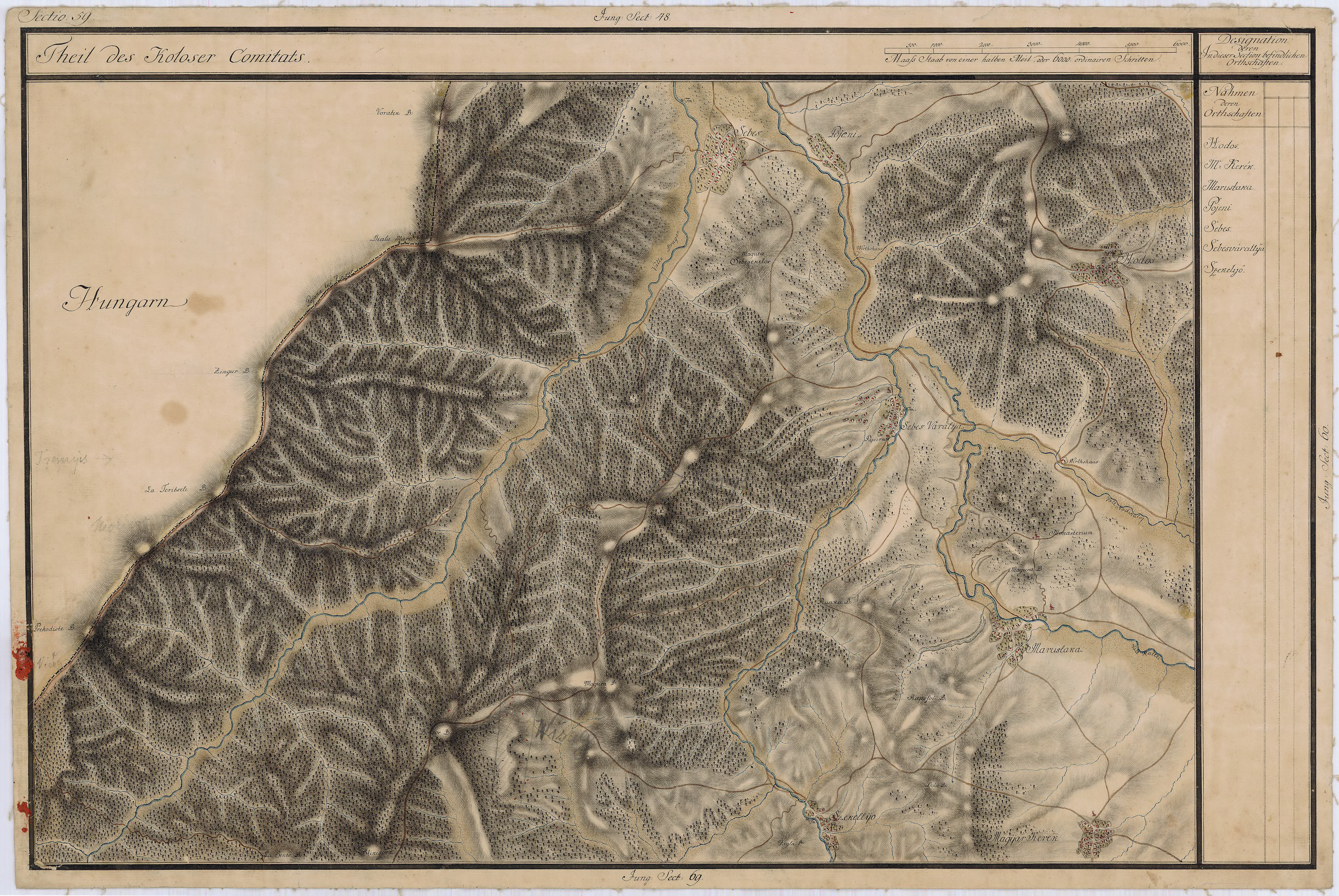
Morlaca pe Harta Iosefină a Transilvaniei, 1769-1773

## Imagini

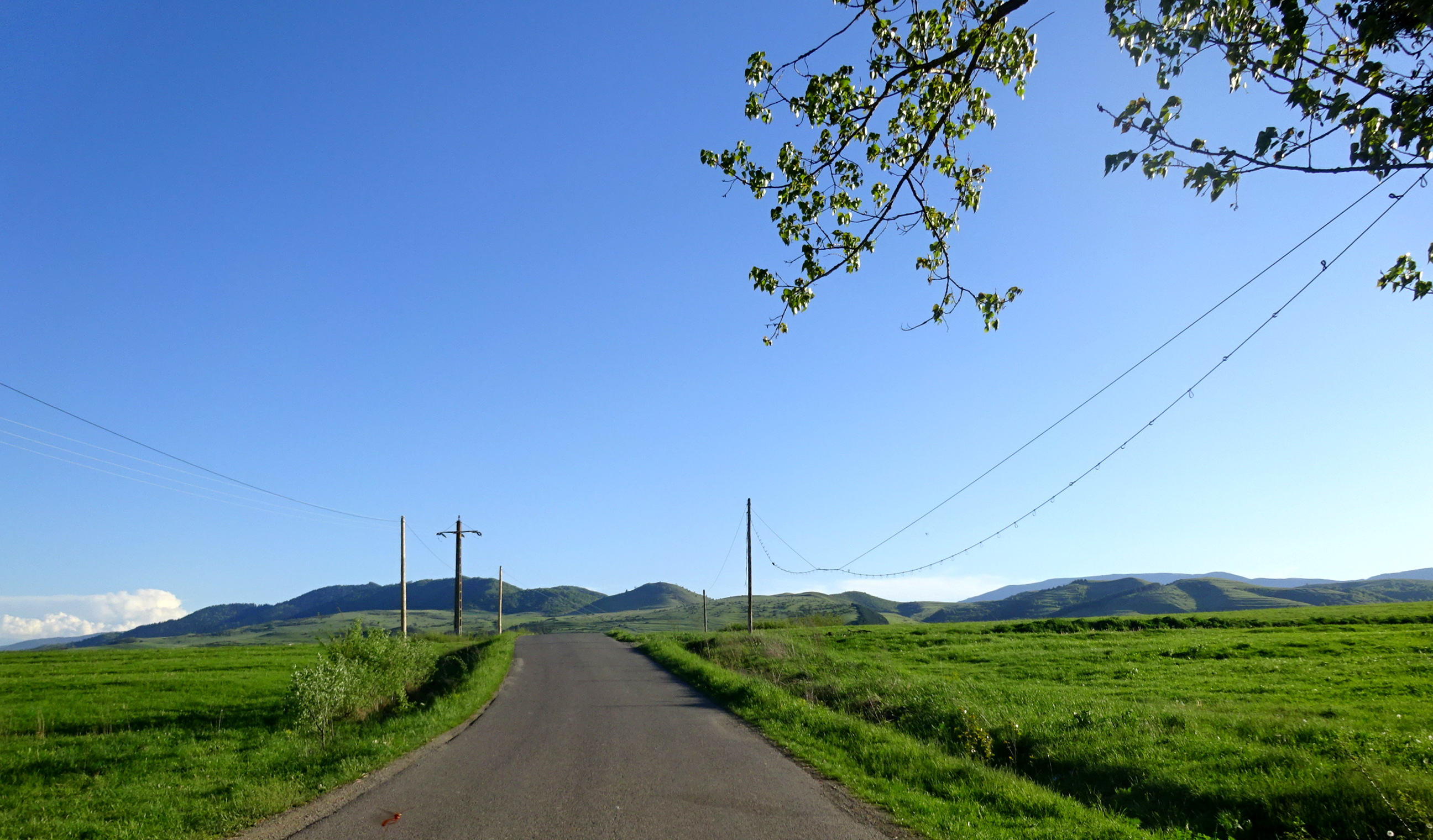
Drumul spre satul Morlaca
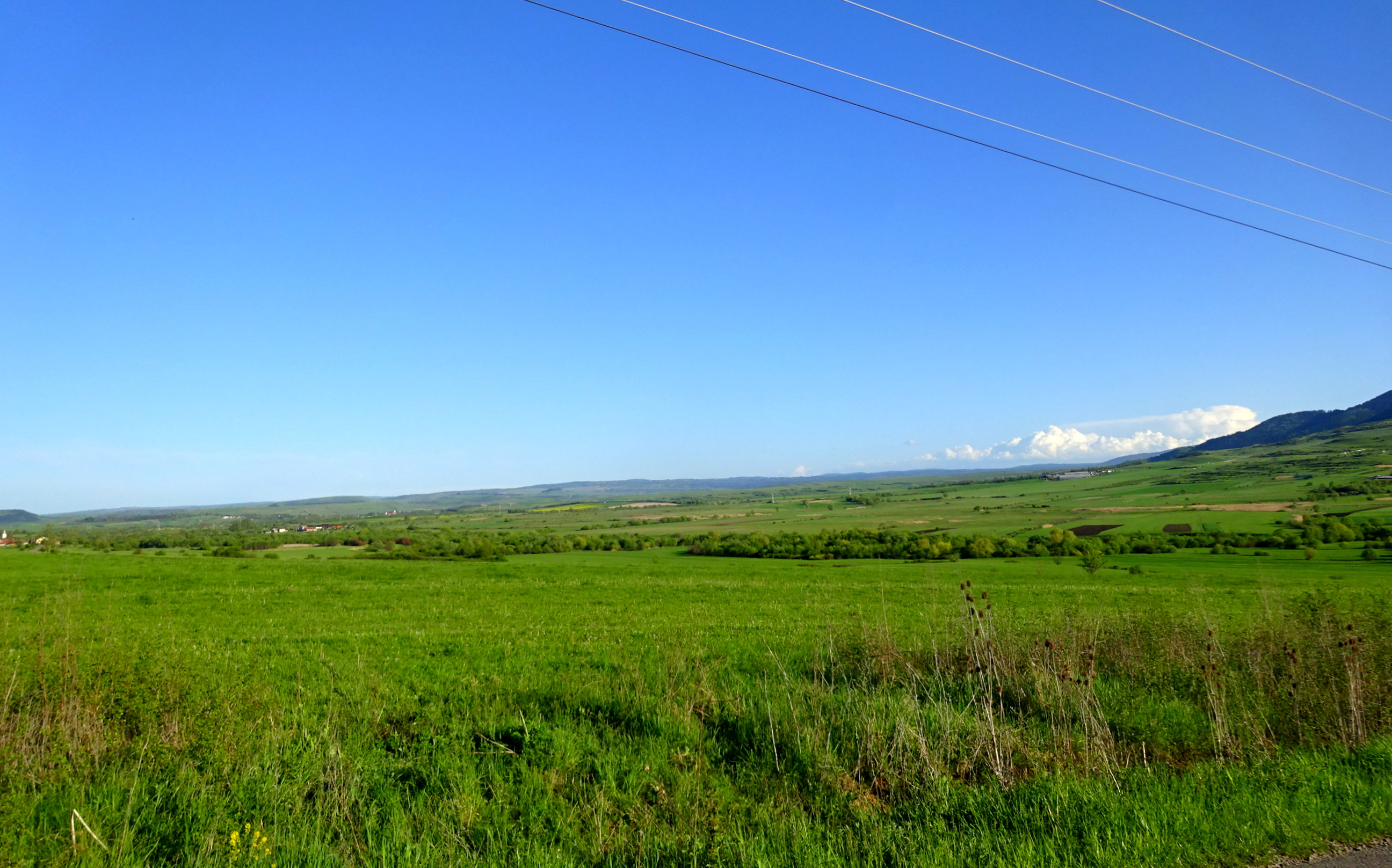
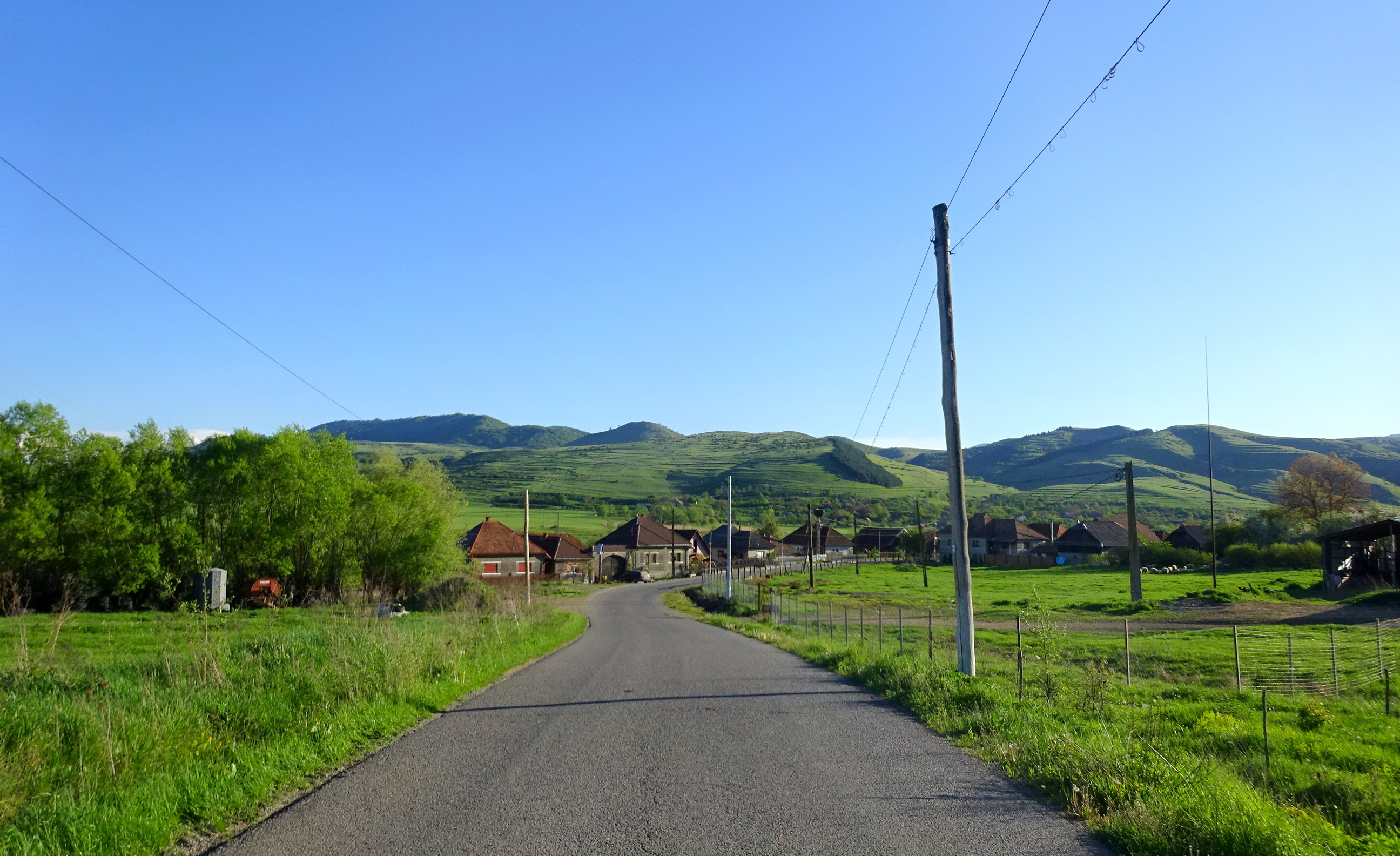
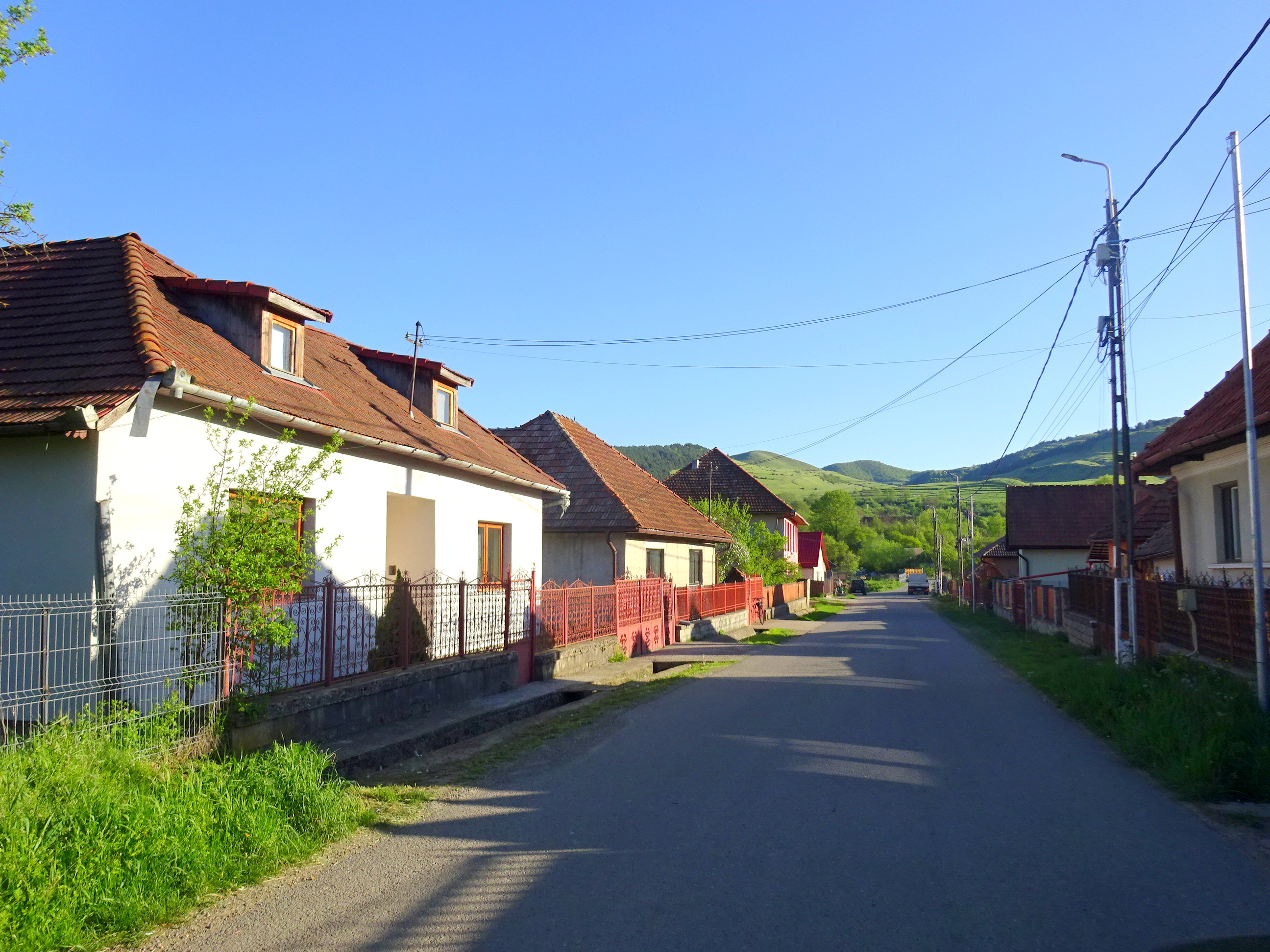
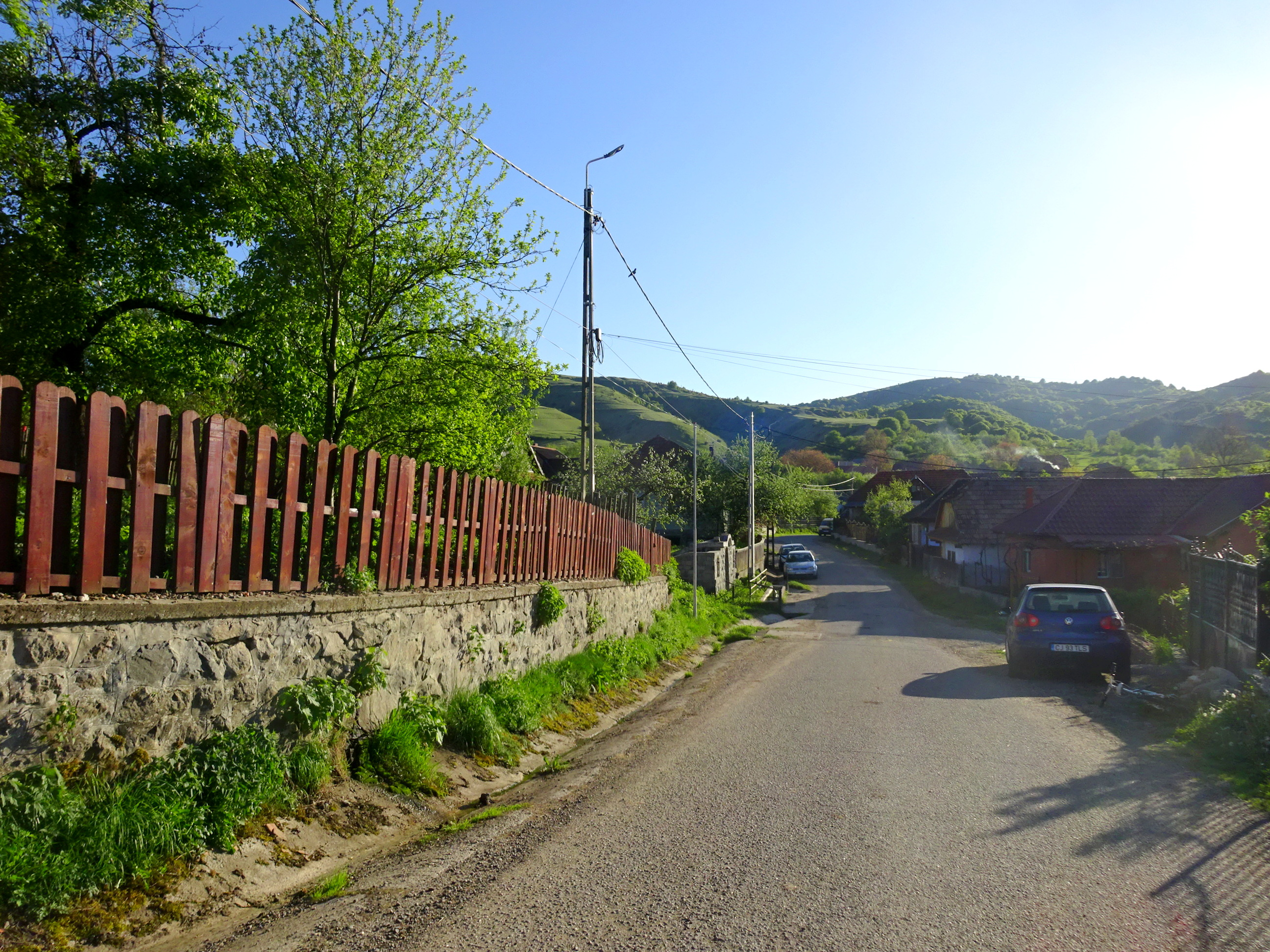
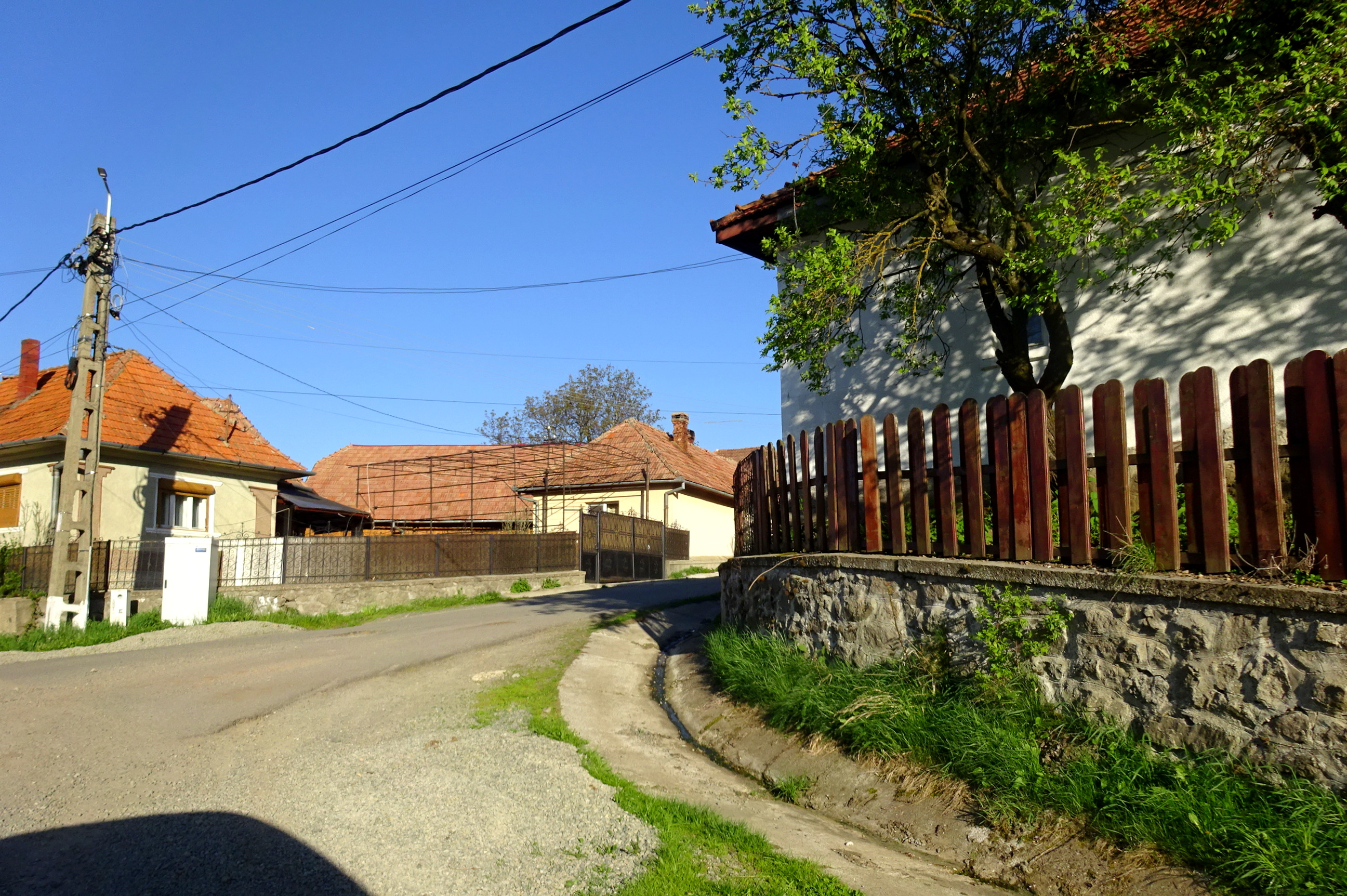
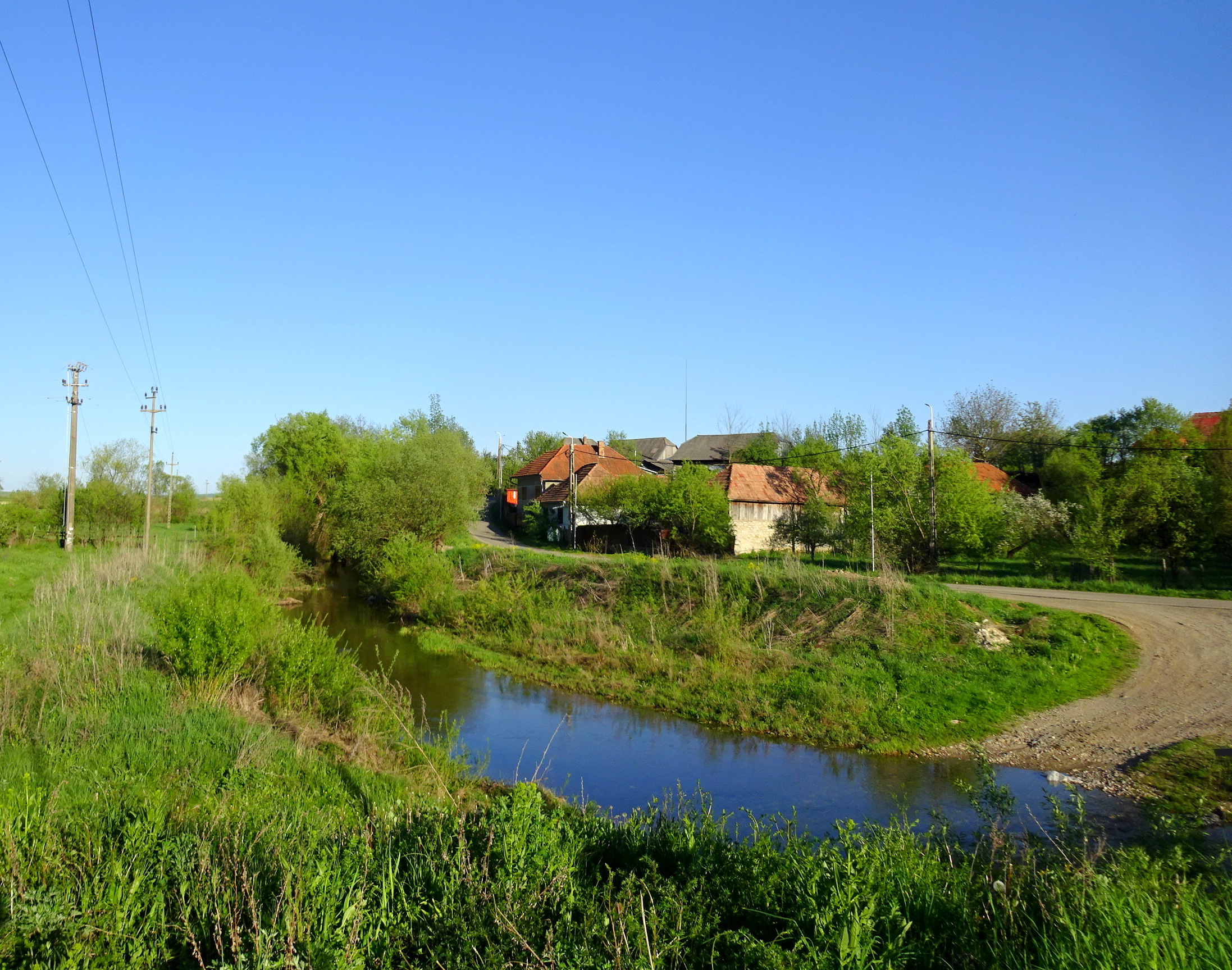
Râul Călata la Morlaca
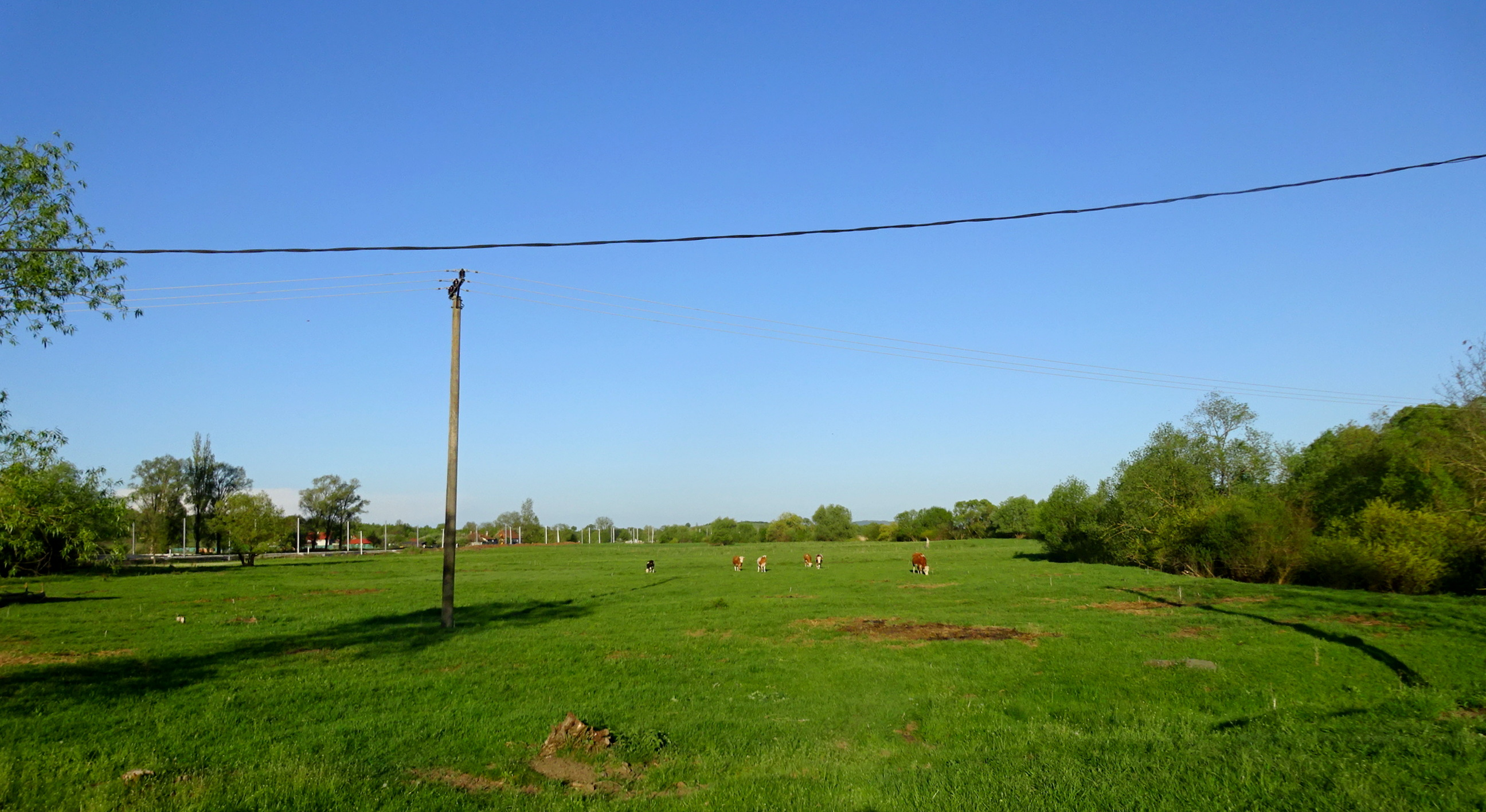
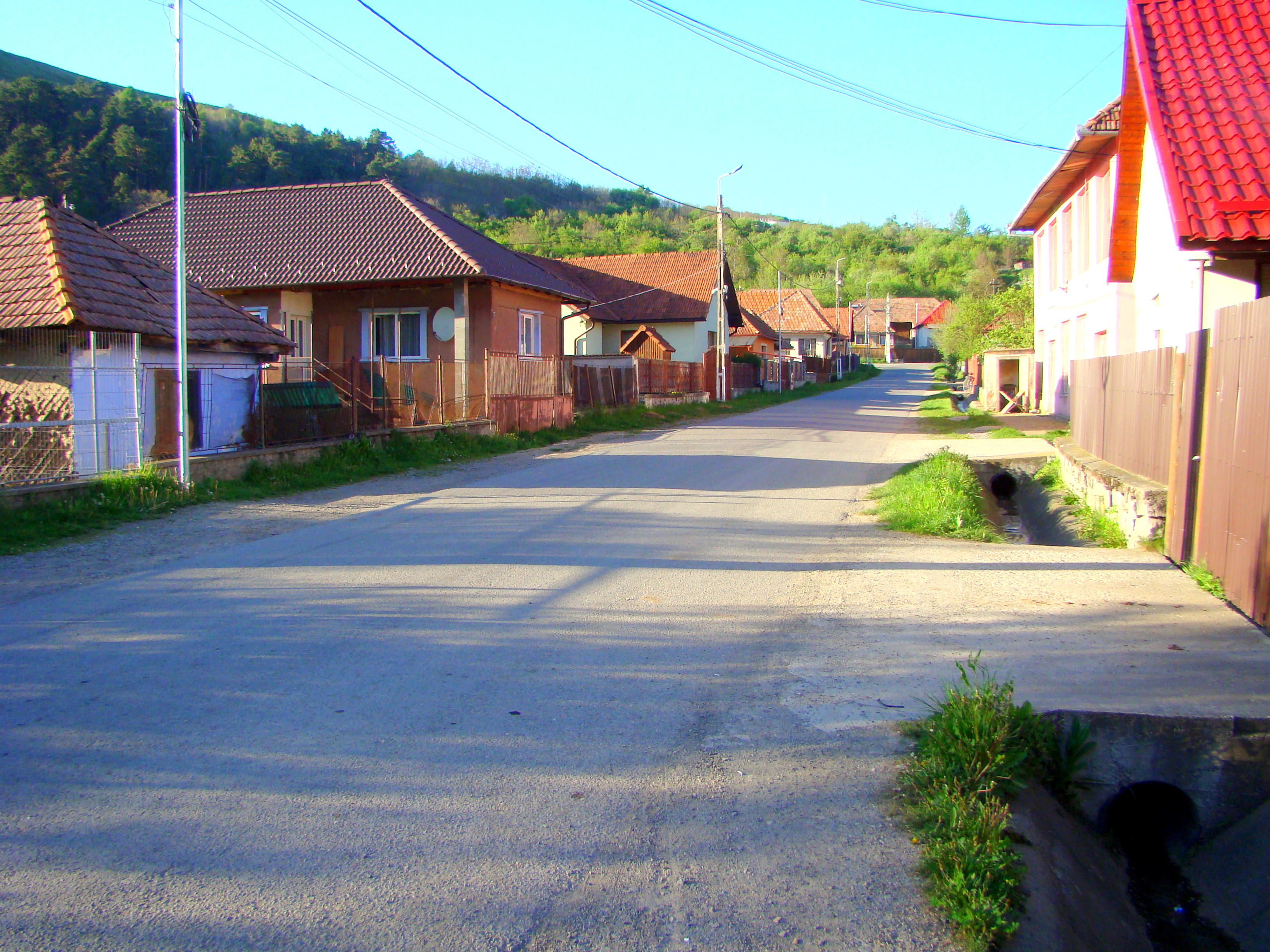
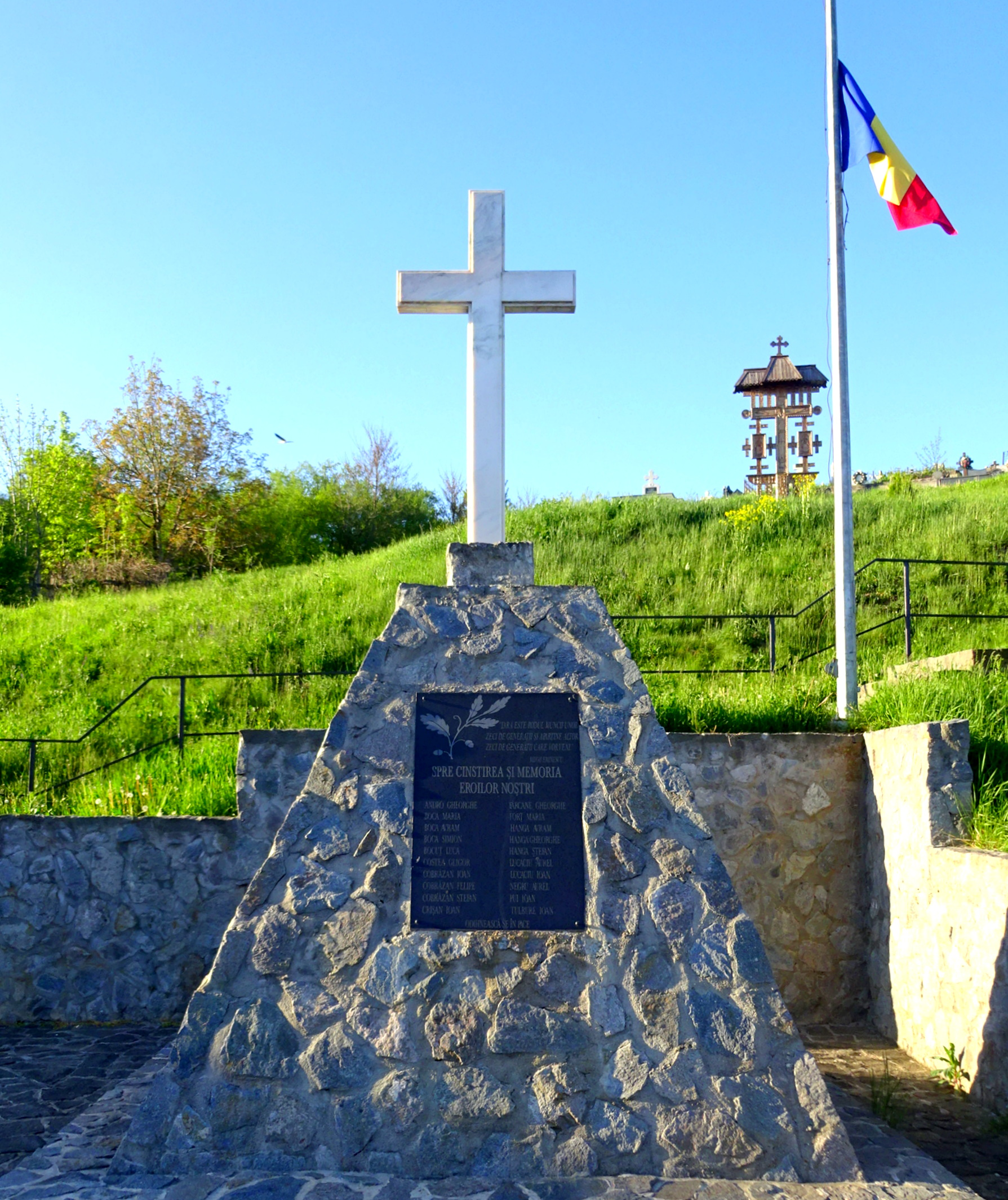
Monumentul eroilor din Morlaca
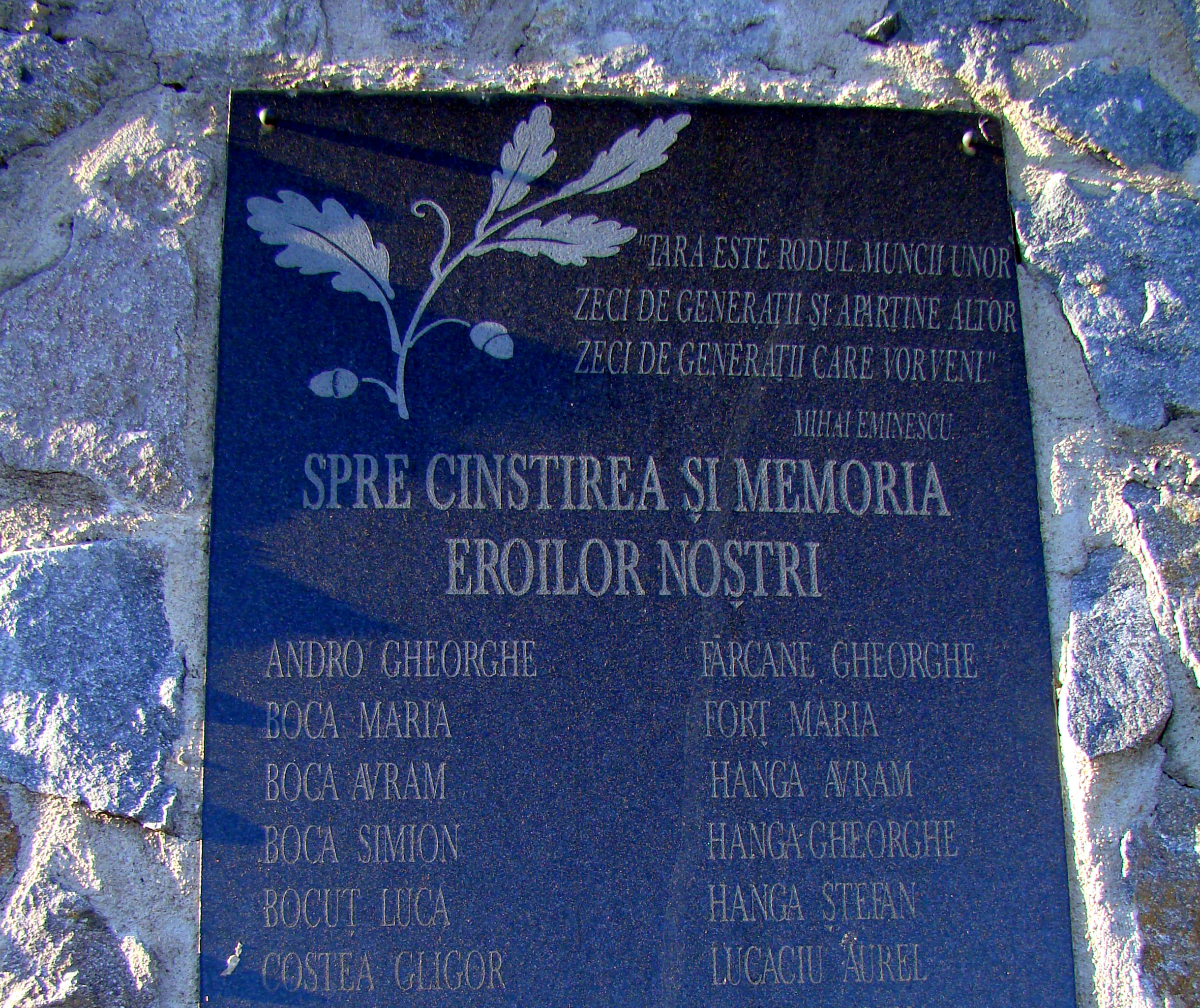
Monumentul eroilor din Morlaca (detaliu)
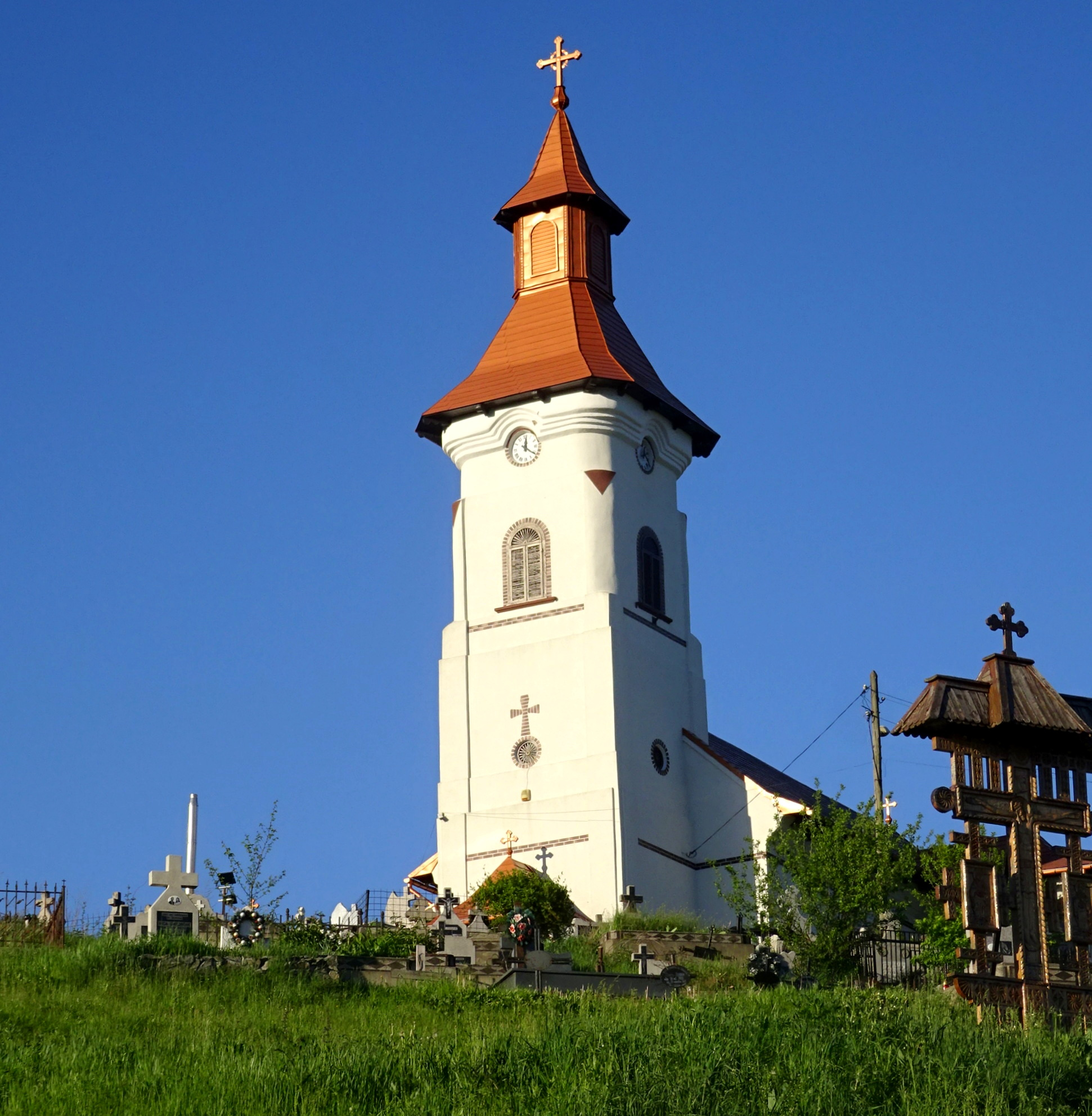
Biserica Sfânta Treime din Morlaca
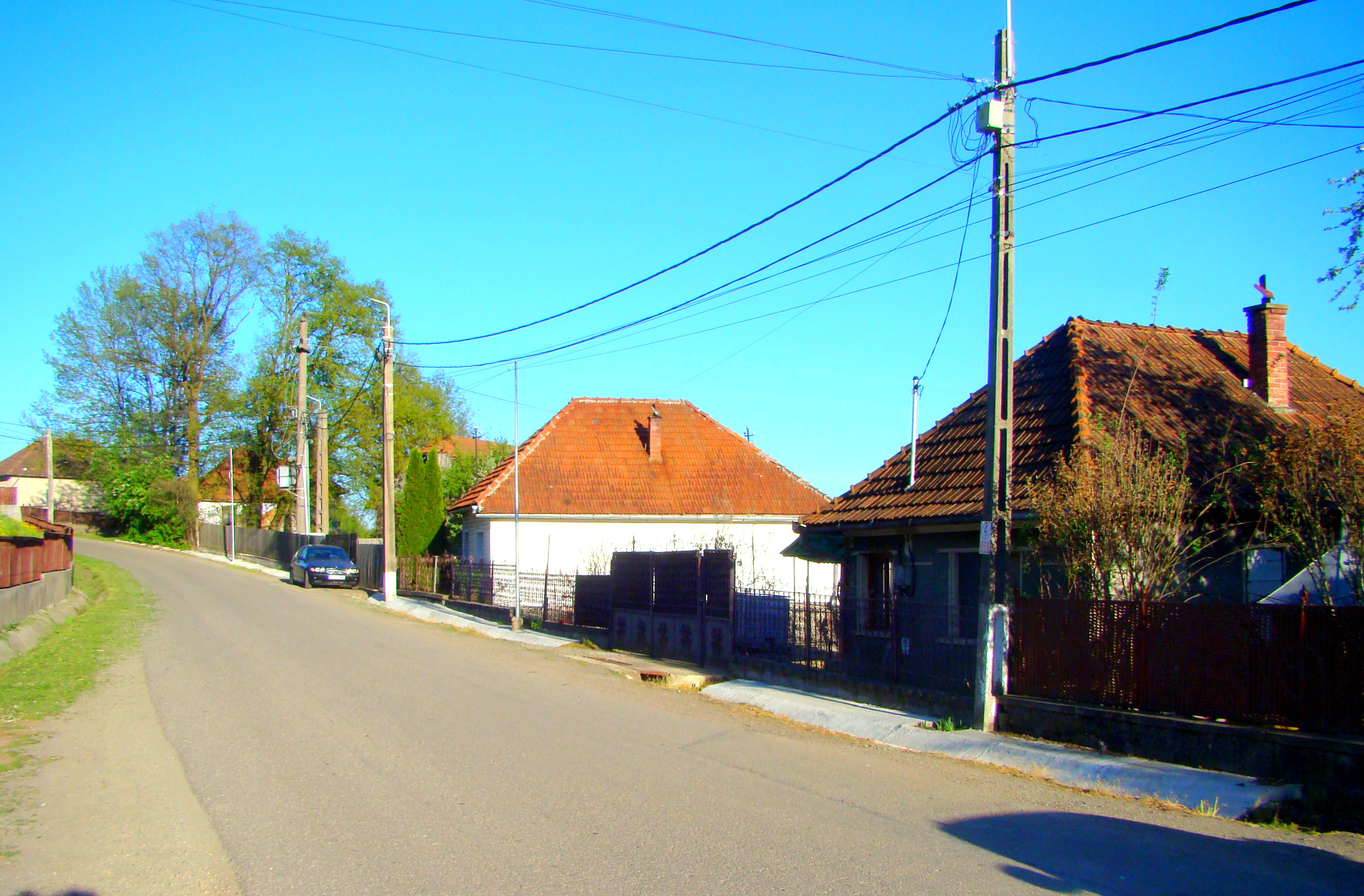